# Zračna luka Nyala
Zračna luka Nyala je zračna luka koja se nalazi 7 km istočno od sudanskog grada Nyale. 2004. godine je oko zračne luke uređen izbjeglički logor nakon vojnih sukoba u Darfuru. Pista na aerodromu je duga 3.011 m a široka 45 m.

## Avio kompanije i destinacije
Zračnu luku Nyala koriste sljedeće avio kompanije:
| Sudan             | Sudan                         |
| Avio kompanija    | Destinacije                   |
| ----------------- | ----------------------------- |
| African Trans     | Khartoum                      |
| Marsland Aviation | Khartoum                      |
| Sudan Airways     | El Fasher, El Obeid, Khartoum |

## Vanjske poveznice
- Nyala Airport (en.Wiki)
- Flughafen Nyala (de.Wiki)
- Port lotniczy Nijala (pl.Wiki)